# Nina Tikkinen
Nina Tikkinen, född den 6 februari 1987 i Salo i Finland, är en finländsk ishockeyspelare.
Hon tog OS-brons i damernas ishockeyturnering i samband med de olympiska ishockeytävlingarna 2010 i Vancouver.